# Walkertshofen
Walkertshofen là một đô thị nằm ở huyện Augsburg, thuộc bang Bayern, Đức.